# MOON香奈

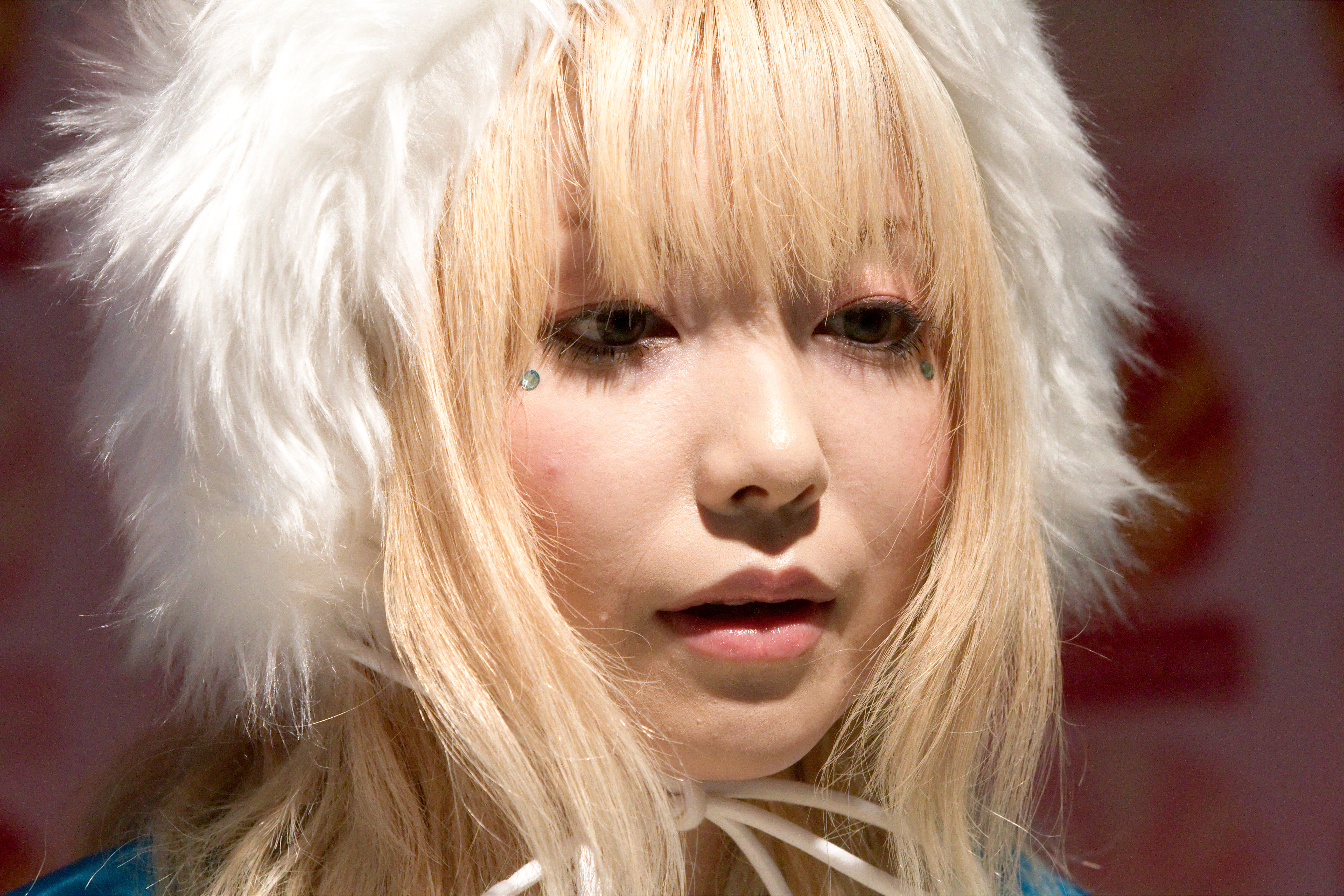
香奈

MOON香奈（MOON KANA）は、日本の歌手。

## 人物
歌手活動を主軸に、ぬいぐるみ製作・衣装製作等を、ヨーロッパを中心に活動中。血液型はA型。好きな食べ物は、桃。好きな動物は、猫。

## 来歴
- デビュー前、都内近郊にて、101本のインストアライブ達成。
- 2000年9月「蛇苺」でメジャーデビュー、北海道から沖縄まで、日本全国縦断インストアライブを達成。原宿などでワンマンライブを定期的に行う。
- 2007年ワンマンライブでヨーロッパツアーを2回、行う。

## コンサート等
- 1998年6月-1999年9月 - 6回のライブ（渋谷・恵比寿・下北沢）
- 1999年-2000年 - 101本のインストアライブ（都内近郊（TOWER RECORDSやWAVEなど））
- 2000年 - 日本縦断インストアライブ（北海道から沖縄まで (TOWER RECORDSなど) ）
  - 4月 - ワンマンライブ「香奈 動物園」（渋谷 (on air WEST) ）
  - 12月 - ワンマンライブ「香奈の森」（渋谷）
- 2001年
  - 2月 - インストアライブ（渋谷 (TOWER RECORDS) ）
  - 4月 - ライブ（渋谷 (on air EAST) ）
  - 6月 - ワンマンライブ「香奈の森」（渋谷）
  - 9月 - インストアライブ（渋谷 (TOWER RECORDS) ）
  - 9月 - インストアライブ（原宿 (HMV) ）
- 2002年
  - 1月 - ライブ（赤坂 (赤坂BLITZ) ）
  - 7月 - ワンマンライブ「香奈の森」（渋谷）
  - 7月 - インストアライブ（原宿 (HMV) ）
  - 12月 - ワンマンライブ「香奈の森」（渋谷）
- 2003年
  - 7月 - インストアライブ、渋谷 (TOWER RECORDS)
  - 8月 - ワンマンライブ（原宿（アストロホール））
  - 8月 - インストアライブ（原宿 (HMV) ）
  - 12月 - ワンマンライブ（原宿（アストロホール））
- 2004年3月 - ワンマンライブ（原宿（アストロホール））
- 2006年10月 - ライブ（パリ）
- 2007年
  - 2月-3月 - ワンマンライブ「MOON 香奈 ヨーロッパツアー」（パリ、ストックホルム、ヘルシンキ、ミュンヘン）
  - 7月 - ワンマンライブ（パリ）
  - 12月 - ワンマンライブ「MOON 香奈 ヨーロッパ・バニーツアー」（ロンドン、パリ、ストラスブール、ヘルシンキ、ストックホルム、バルセロナ）
  - 12月 - ライブ（パリ）
- 2008年2月 - ライブ（バンコク）
- 2010年
  - 4月 - ライブ「MOON 香奈 バニーライブ」（ロサンゼルス）
  - 7月-8月 - コンサート（ボン（ベートーベン ホール））
- 2011年
  - 10月 - コンサート（マドリード）
  - 10月 - コンサート（ポルト）
- 2012年
  - 6月7月 - コンサート（ウィーナー・ノイシュタット）
  - 9月 - コンサート（マドリード）

## ディスコグラフィ

### シングル
- 蛇苺 TECN-12666 2000年9月21日
- 血まめ TECN-12696 2001年2月21日
- 空中舞乱孤 TECN-12714 2001年5月23日
- 肉 TECN-10746 2001年11月21日
- 安全ピン TECN-12818 2002年7月24日

### アルバム
- 動物的人間 TECN-29729 2001年9月21日
- 機械的人間 TECN-29819 2002年9月26日
- 人間的人間 GLCG-20006 2003年7月23日
- スペード SPADE ichigo-001 2005年2月14日
- 月の兎-tsuki no usagi- ichigo-002 2007年7月3日
- MOON DRAGON- ichigo-003 2010年4月20日

### VHS
- ココロの森 TEVN-29038 2002年7月24日